# Schizonycha kiwuana
Schizonycha kiwuana är en skalbaggsart som beskrevs av Hermann Julius Kolbe 1914. Schizonycha kiwuana ingår i släktet Schizonycha och familjen Melolonthidae. Inga underarter finns listade i Catalogue of Life.